# 독고빈은 업뎃중
《독고빈은 업뎃중》은 2020년 8월 29일 방영한 웹드라마이다.

## 개요
2020년 8월 29일 첫 영상이 올라와 10월 4일에 완결된 웹드라마.
SF9의 인성과 휘영이 등장하여 화제가 되었다.

## 줄거리
이제 막 스무 살. 모든 것들이 서투르지만 귀여운 대학생 하덕호와 인간미 없을 정도로 모든 것들이 완벽하지만 누구보다 따뜻한 마음을 가진 인공지능 로봇 독고빈의 본격 우정 코미디

## 등장인물
배역 - 배우 순으로 기재한다.

### 발해대학교
- 하덕호 - 인성
- 진유라 - 김누리
- 양나리 - 이예영

### DK로보틱스
- 독고빈 - 휘영
- 김박사 - 문상훈